# Karlstrup Skov
Karlstrup Skov er et 238 hektar stort område der rummer Karlstrup Kalkgrav, Firemileskoven og Karlslunde Mose i Solrød og Greve Kommune.

## Firemileskoven
I 1982 begyndte Københavns Skovdistrikt mellem Køge Bugt Motorvejen og Sydmotorvejen at tilplante et landbrugsareal på 85 hektar. Dette er nu blevet en åben løvskov med mange buske og frugttræer.

## Karlslunde Mose
Her findes et 123 hektar stort fredet moseområde med forskellige naturtyper som pileskove, rør- og sivsumpe. I mange år er græsområderne i moserne blevet afgræsset af køer, heste og får. Uden græsning ville mosen gro til med krat, og derfor har Københavns Skovdistrikt genindført husdyrgræsning.
- Se også den fredede Karlstrup Mose.

## Karlstrup Kalkgrav
Karlstrup Kalkgrav er et rekreativt område mellem Karlstrup og Solrød Strand. På grund af den kalkrige jord er plantelivet meget karakteristisk for kalkelskende planter. Her findes også Sjællands klareste sø, hvor bunden kan ses 14 meter nede i vandet.